# Peter-Michael Diestel
Peter-Michael Diestel (Prora, 14 de febrero de 1952) es un abogado y político alemán. Del 12 de abril al 2 de octubre de 1990, fue Vicepresidente del Consejo de Ministros de la RDA bajo el gobierno de Lothar de Maizière.

## Biografía
Peter-Michael Diestel estudió derecho en la Universidad Karl Marx en Leipzig desde 1974 hasta 1978 en la entonces República Democrática Alemana (RDA). En 1986 obtuvo su doctorado en derecho.
Peter-Michael Diestel fue en diciembre de 1989 uno de los fundadores del Christlich-Soziale Partei Deutschlands (CSPD), que se convirtió en enero de 1990 en la Unión Social Alemana (DSU). La DSU fue uno de los partidos incluidos en el gobierno de colación de Lothar de Maizière después de las primeras elecciones libres en marzo de 1990. Diestel se unió al Gabinete como vice primer ministro y ministro del Interior. En junio de 1990, abandonó la DSU y se unió a la Unión Demócrata Cristiana (CDU).
Como ministro del Interior hubo muchas críticas sobre su desempeño. Bajo su gestión, muchos archivos de la Stasi fueron destruidos y muchos de sus agentes mantuvieron su posición en el ministerio.
Después de la reunificación alemana, Diestel fue el líder de la CDU en Brandeburgo. La CDU fue derrotada en Brandeburgo por el SPD de Manfred Stolpe en las elecciones estatales de 1990. De 1990 a 1994, Diestel fue miembro de Parlamento Regional de Brandeburgo y de 1990 a 1992 líder de la oposición.
Diestel ha estado trabajando como abogado desde 1993. Como abogado, defiende a muchos ex empleados del Ministerium für Staatssicherheit (MfS).